# Hudibras
Hudibras er et dansk humoristisk tegneseriealbum, det blev etableret i 1943.  Hudibras fejrede   omkring den 13. oktober 2007 25 års jubilæum med udgiveren  Rud Tikjøb, som markerede dagen med en reception i det indre København. Hudibras er især kendt for Anni Lipperts tegninger af letpåklædte, unge kvinder.
Hudibras skiftede i sommeren 2013 ejer og ejes i dag af redaktør Peter Odsgard.